# ベイヤーダイナミック

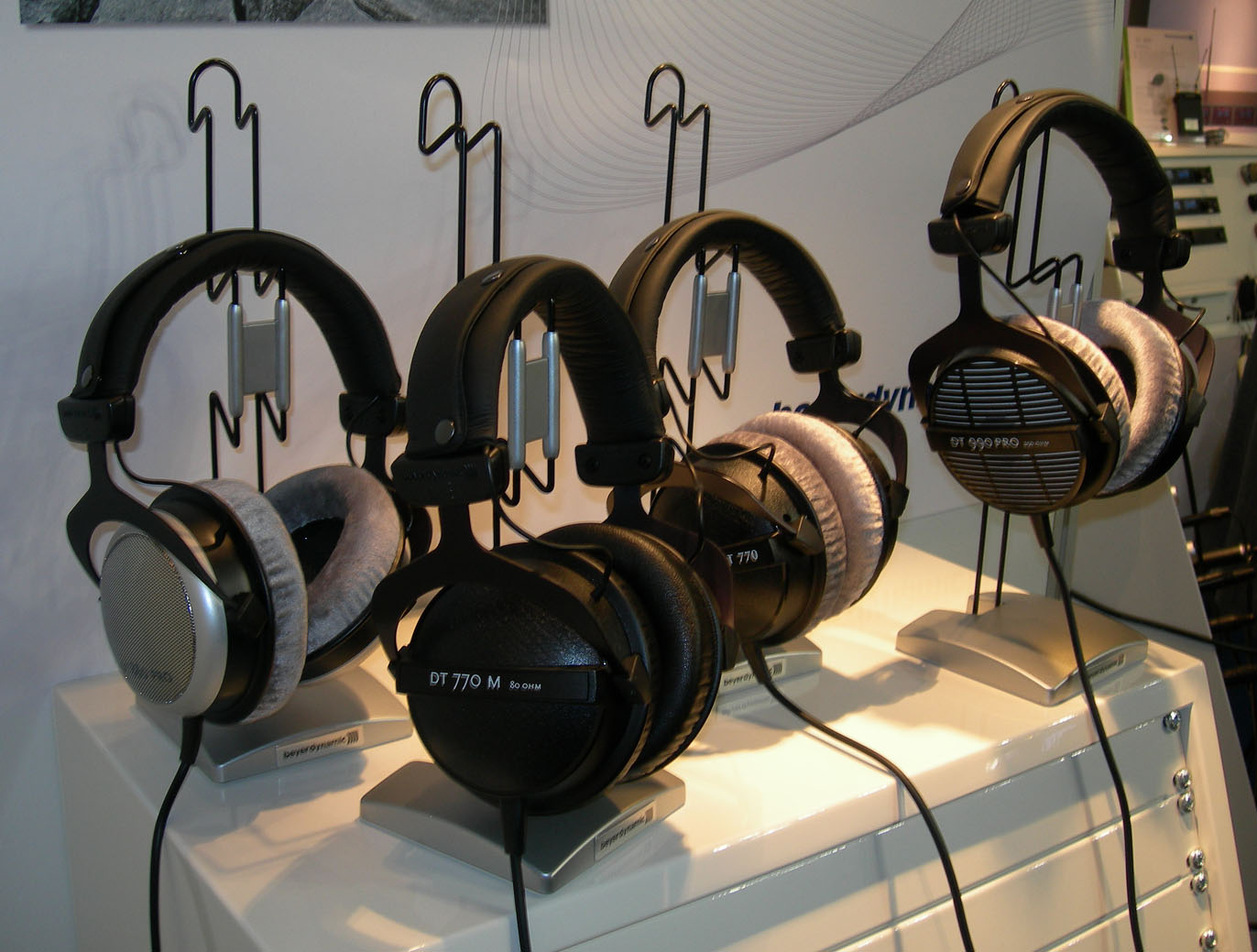
Headphones by Beyerdynamic: DT 880 PRO, DT 770 M, DT 770, DT 990 PRO.

ベイヤーダイナミック有限合資会社（Beyerdynamic GmbH & Co. KG）は、オーディオ機器の開発製造を主業務とするドイツの企業である。1924年にオイゲン・バイヤー（Eugen Beyer）がベルリンにて設立。1937年に世界初のステレオヘッドフォン「DT48」を発売した。

## 沿革
- 1924年　Eugen Beyerによって映画館向けのスピーカーを設計するElektrotechnische Fabrik Eugen Beyerが設立される。[2]
- 1937年　世界初のダイナミック型ヘッドフォン「DT48」を開発
- 1939年　同社初の業務用マイクロフォン「M19」を開発
- 1948年　第二次大戦中は操業を停止。本社をベルリンからハイルブロンに移し営業を再開する
- 1953年　ヘッドフォン「DT49」を開発
- 1963年　マイクロフォン「M88」を開発
- 1976年　同社初の静電型ヘッドフォン「ET1000」を開発
- 1980年　半開放型ヘッドフォン「DT880」を開発
- 1985年　DT880と同様のドライバーを使用した密閉型ヘッドフォン「DT770」と開放型ヘッドフォン「DT990」を開発
- 1987年　同社初のPLL方式18チャンネルワイヤレス音響システムがミュージカル「キャッツ」のアムステルダム公演に採用される
- 1997年　同社の32チャンネルUHF音響システム「U600」がミュージカル「美女と野獣」のドイツ公演に採用される
- 2005年　DT770、DT880、DT990について新デザインの「EDITION2005」の発売を開始。また、同モデルのオンラインからの購入者がヘッドフォンの外観をカスタマイズして注文できる「MANUFAKTUR」サービスを開始
- 2009年　『Teslaテクノロジー』を搭載したフラッグシップヘッドフォン「T1」を発表
- 2012年　ユーザーが音質を調節できる『バリアブルバスレフレックスシステム』を搭載したヘッドフォン「CUSTOM ONE PRO」発売
- 2012年　「DT48 E」が生産終了（聴覚検査用ヘッドフォンの「DT48 A.00」については生産を継続）
- 2015年　『Teslaテクノロジー』を搭載したフラッグシップヘッドフォン「T1」の第2世代機「T1 2nd Generation」発売　この機以降、beyerの上位モデルはケーブル交換式になる（4ピンXLR端子使用）